# Nicees
|  | Per a altres significats, vegeu «Nicetes». |

Nicees o Nicetes (en llatí Nicaeas o Nicetas) fou un religiós romà que va viure a la meitat del segle v i fou bisbe d'Aquileia (454-485). De vegades se l'ha confós amb Niceti de Remesiana.
Els seus escrits han estat recollits curosament pel bisbe Angelo Maio a Scriptorum Veterum Nova Collectio e Vaticanis Codicibus edita (Roma 1833) i consisteixen en quatre tractats curts:
- De Ratione Fidei.
- De Spiritus Sancti Potentia.
- De diversis Appellationibus Domino nostro Jesu Christo convenienlibus.
- Explunatio Symboli habita ad competentes.[1]